# Nikola Lazetić
Nikola Lazetić (*Kosovska Mitrovica, Kosovo, Serbia, 9 de febrero de 1978), exfutbolista serbio. Juega de volante y su primer equipo fue la Estrella Roja de Belgrado.

## Clubes
| Club                      | País    | Año        |
| ------------------------- | ------- | ---------- |
| Estrella Roja             | Serbia  | 1996-1997  |
| FK Vojvodina              | Serbia  | 1997-1998  |
| FK Obilić                 | Serbia  | 1998-2000  |
| Fenerbahçe SK             | Turquía | 2000-2001  |
| Yokohama Marinos          | Japón   | 2001       |
| Como Calcio               | Italia  | 2002       |
| Chievo Verona             | Italia  | 2002       |
| SS Lazio                  | Italia  | 2003       |
| AC Siena                  | Italia  | 2003-2004  |
| Genoa CFC                 | Italia  | 2004-2005  |
| Livorno                   | Italia  | 2005       |
| Torino FC                 | Italia  | 2006- 2008 |
| Estrella Roja de Belgrado | Serbia  | 2008       |

- Datos: Q2581454